# Seleção Honconguesa de Rugby Union
A Seleção Honconguesa de Rugby Union é a equipe que representa Hong Kong em competições internacionais de Rugby Union.

## História
A Seleção de Hong Kong surgiu apenas em 1969, quando perdeu seu jogo de estreia contra o Japão por 24 a 22. Apesar de ser um dos expoentes do esporte na Ásia, o time costuma ter poucos honcongueses no time (dos 27 jogadores no elenco em 2007, apenas 6 nasceram em Hong Kong). O restante de seus jogadores são naturalizados de outros países, principalmente da Austrália, Nova Zelândia e Inglaterra, podendo também contar com jogadores da Escócia, África do Sul, Canadá, Sérvia e Tonga.
A seleção de Hong Kong jogou suas primeiras Eliminatórias para a Copa do Mundo de Rugby Union de 1995, derrotando seleções como Tailândia e Cingapura, perdendo apenas para a Coreia do Sul, finalizando em terceiro lugar no continente após vencer Taiwan, ficando de fora do Mundial de 1995. Nas Eliminatórias da Copa do Mundo de 1999, entrou direto no Round 3 ao lado de Coreia do Sul, Japão e Taipé Chinês. 
Sua única vitória foi contra os coreanos, e Hong Kong terminou em último no grupo, não se classificando para a Copa. Na fase de classificação para a Copa de 2003, conseguiu um bom desempenho, quando bateu o Golfo Pérsico e a Tailândia, mais ficou de fora da Copa ao perder para o Taipé Chinês. Em 2005 e em 2006, disputou a divisão 1 da Ásia, que contou como qualificação para a Copa do Mundo de Rugby Union de 2007, mas perdeu para a Coreia do Sul e para o Japão, perdendo mais uma chance de ir a uma Copa. 
Em 2010, Hong Kong disputará o Cinco Nações da Ásia 2010, que servirá para indicar o time asiático para Copa do Mundo de Rugby Union de 2011. Seus adversários serão o Japão, Coreia do Sul, Cazaquistão e Golfo Pérsico.

## Confrontos
Registro de confrontos contra outras seleções
| Adversário        | Jogos | Vitórias | Empates | Derrotas | Pontos feitos | Pontos sofridos | Aproveitamento (%) |
| ----------------- | ----- | -------- | ------- | -------- | ------------- | --------------- | ------------------ |
| Canadá            | 6     | 1        | 0       | 5        | 99            | 182             | 16,6%              |
| Cazaquistão       | 2     | 1        | 0       | 1        | 29            | 42              | 50%                |
| China             | 5     | 3        | 1       | 1        | 124           | 65              | 70%                |
| Coreia do Sul     | 7     | 2        | 0       | 5        | 130           | 224             | 28,5%              |
| Estados Unidos    | 7     | 4        | 0       | 3        | 191           | 152             | 57,1%              |
| Fiji              | 3     | 0        | 0       | 3        | 33            | 147             | 0%                 |
| Golfo Árabe       | 4     | 4        | 0       | 0        | 70            | 44              | 100%               |
| Japão             | 19    | 4        | 0       | 15       | 298           | 774             | 21%                |
| Malásia           | 4     | 3        | 1       | 0        | 244           | 11              | 87,5%              |
| Predefinição:NLDr | 1     | 0        | 1       | 0        | 0             | 0               | 50%                |
| Singapura         | 10    | 8        | 0       | 2        | 442           | 94              | 80%                |
| Sri Lanka         | 5     | 5        | 0       | 0        | 213           | 65              | 100%               |
| Tailândia         | 5     | 4        | 0       | 1        | 181           | 45              | 80%                |
| Taipé Chinesa     | 16    | 11       | 1       | 4        | 582           | 264             | 71,8%              |
| Tunísia           | 2     | 1        | 0       | 1        | 34            | 41              | 50%                |
| Total             | 96    | 51       | 4       | 41       | 2670          | 2150            | 55,2%              |